# Венера-экспресс
«Вене́ра-экспре́сс» (англ. Venus Express, VEX) — космический аппарат Европейского космического агентства (ЕКА), предназначенный для изучения Венеры, динамики её атмосферы, взаимодействия с солнечным ветром. Запущен 9 ноября 2005 года, достиг Венеры 11 апреля 2006 года и должен был сгореть в атмосфере Венеры в первой половине 2015 года. Это случилось в 2015 году, но точная дата неизвестна. Несущая частота передатчика аппарата принималась на Земле до 18 января 2015 года.

## Подготовительный этап
Соглашение о запуске аппарата Европейское космическое агентство и российско-европейская компания «Старсем» подписали в июне 2003 года. Запуск аппарата был запланирован на 26 октября 2005 года с космодрома Байконур с помощью ракеты-носителя «Союз-ФГ» и разгонного блока «Фрегат».
21 октября 2005 года старт был перенесён на более поздний срок по причине нарушения экранно-вакуумной теплоизоляции разгонного блока при подготовке к старту. Стартовое окно было открыто до 26 ноября.
3 ноября пресс-служба Федерального космического агентства распространила заявление о том, что запуск аппарата состоится 9 ноября.

## Запуск и полёт
9 ноября 2005 года в 6 часов 33 минуты по московскому времени (3:33 UTC) ракета-носитель Союз-ФГ (11А511У-ФГ № 010) с межпланетной станцией «Венера Экспресс» успешно стартовала со стартовой площадки № 31 космодрома Байконур. Через 8 минут 48 секунд после старта головной блок в составе межпланетного аппарата и разгонного блока «Фрегат» (№ 1010) был выведен на промежуточную, незамкнутую орбиту с наклонением 51,8° и отделился от третьей ступени ракеты-носителя. Спустя 96 минут после старта, вторым импульсом двигателя разгонного блока аппарат был выведен на отлётную траекторию к Венере. После этого произошло отделение РБ «Фрегат», станция в автоматическом режиме сориентировалась по Солнцу, развернула панели солнечных батарей, и приблизительно через два часа после старта, вышла на связь с Европейским центром управления космическими аппаратами (ESOC) в Дармштадте, Германия. Все системы станции «Венера Экспресс» отработали в штатном режиме и она продолжила свой автономный полёт в межпланетном пространстве до выхода на околовенерианскую орбиту, который был произведён 11 апреля 2006 года.

## Изучение Венеры

Траектория движения станции «Венера Экспресс» вокруг Венеры с 1 апреля 2006 года до 1 апреля 2008 года

11 апреля 2006 года аппарат, включив двигатель на 50 минут и снизив скорость, вышел на промежуточную сильновытянутую орбиту вокруг планеты (с перицентром около 400 километров и апоцентром 350 тысяч километров). После этого с помощью дополнительных манёвров был произведён переход на околополярную рабочую орбиту с перигесперием всего 250 километров и апогесперием 66 тысяч километров, с периодом обращения 24 часа.
12 апреля с борта станции впервые был снят ранее не фотографировавшийся южный полюс Венеры. Тестовые фотографии с низким разрешением были получены при помощи спектрометра VIRTIS с высоты 206 452 километров над поверхностью. Несмотря на предварительный характер сделанных изображений, европейские учёные были приятно удивлены качеством работы аппаратуры и их научной ценностью: в атмосфере Венеры, точно над южным полюсом, была обнаружена тёмная воронка, аналогичная подобному образованию над северным полюсом планеты.
6 мая в 23 часа 49 минут по московскому времени (19:49 UTC), станция дальней космической связи в Австралии приняла сигнал станции, подтверждающий, что она заняла рабочую орбиту с периодом обращения 18 часов.
7 марта 2012 года у европейского зонда начались неполадки, после того, как на Солнце произошла рентгеновская вспышка класса X5.4, вследствие чего вышли из строя навигационные звёздные датчики, обеспечивающие контроль его ориентации и положения в пространстве с помощью слежения за положением ярких звёзд. Специалисты были вынуждены выключить датчики и перевести систему ориентации космического аппарата на работу с помощью гироскопов. Но уже 9 марта была полностью восстановлена работоспособность навигационных звёздных датчиков.
Изначально планировалось, что изучение Венеры продлится по крайней мере 500 земных суток (около двух венерианских лет). Впоследствии миссия регулярно продлевалась до начала мая 2009, 31 декабря 2009 года, 31 декабря 2012 года. Ещё летом 2014 года планировалось, что аппарат будет функционировать по крайней мере до конца 2016 года, однако 28 ноября 2014 года аппарат потерял контроль высоты, по всей видимости, из-за израсходования запасов топлива. Ожидалось, что в конце января или начале февраля 2015 года станция войдет в плотные слои атмосферы Венеры и сгорит.

## Описание аппарата
- размеры КА 1,5×1,8×1,4 м;
- стартовая масса 1250 кг;
- масса ракетного топлива 570 кг;
- полезная нагрузка 90 кг.

По аппаратуре «Венера Экспресс» во многом копирует свой марсианский прототип «Марс Экспресс». Спектрометры, работающие в ультрафиолетовом и инфракрасном диапазонах, а также прибор АСПЕРА для анализа околопланетной плазмы — это компоненты из состава марсианского аппарата. К ним добавлен картирующий спектрометр VIRTIS, унаследованный от миссии Розетта.
Из «оригинальных» приборов, разработанных специально для этой миссии, можно выделить магнитометр для измерения магнитного поля в окрестностях планеты и миниатюрную цифровую камеру. Камера будет фотографировать облака и поверхность планеты с интервалом от 5 секунд до десятков минут.
С участием российских учёных были изготовлены планетный Фурье-спектрометр PFS и атмосферный спектрометр SPICAV (англ. Spectroscopy for Investigation of Characteristics of the Atmosphere of Venus). Кроме того, почти во всех экспериментах российские учёные будут выступать соисследователями в составе международных научных коллективов.
Стоимость проекта — около 300 млн евро.